# Route nationale 26
La route nationale 26 (RN 26 o N 26) è stata una strada nazionale che partiva da Allouville-Bellefosse e terminava a Fécamp.

## Percorso
L’originaria N26 si staccava dalla N15 e si dirigeva a nord-ovest. Passava per Fauville-en-Caux e si concludeva a Fécamp, sulla Manica. Questa strada fu declassata a D926 nel 1973.
Nel 1978 il numero venne riassegnato al tratto compreso fra Verneuil-sur-Avre (attraversata dalla N12) ed Argentan e passante per L'Aigle. Esso in precedenza faceva parte dell’ex N24bis. Anche questa strada fu declassata nel 2005, prendendo ancora il nome di D926.